# Kamiya Kaoru
Kamiya Kaoru (神谷 薫), theo cách viết phương Tây trong anime tiếng Anh là Kaoru Kamiya, là một nhân vật hư cấu trong anime và manga Rurouni Kenshin/ Samurai X. Người lồng tiếng Nhật cho cô là Miki Fujitani và người lồng tiếng Anh là Dorothy Elias-Fahn trong seri TV và trong bản OVA là Katherine Catmull. Người lồng tiếng Tây Ban Nha là Vilma Vera.

## Giới thiệu nhân vật
Người sáng lập ra môn phái Kamiya Kasshin-Ryū là người cha quá cố của cô, Kamiya Koshijirou, Kaoru thừa kế võ đường nhỏ của cha mình sau khi ông hy sinh trong chiến tranh Seinan (còn gọi là Cuộc nổi loạn Satsuma) và tự mình quản lý nó. Đó quả là một kỳ công, khi biết rằng cô mới chỉ 17 tuổi (theo Cách tính tuổi của phương Đông.) Khi truyện bắt đầu, cô không có bất cứ một học sinh nào và cô đã gần như mất chính võ đường của mình cho đến khi Kenshin đến và giúp cô vượt qua khó khăn.
Tất nhiên, cô có những đức tính tốt đẹp như độc lập, dũng cảm, giàu lòng nhân ái, có một ý chí mạnh mẽ nhưng cũng hơi ích kỷ, nóng nảy, và là một tay kiếm cừ - tuy vậy tính tình cũng khá bất ổn. Theo bộ manga, cô có đủ khả năng để được coi như một tay kiếm đẳng cấp quốc gia. Bất chấp khả năng của cô, cô vẫn thường xuyên phải đứng ở hàng sau trong bộ manga. Kaoru cũng được nhớ đến với khả năng nấu nướng khủng khiếp cua cô và ánh mắt có thể phát hiện ra những mặt tốt đẹp trong mỗi con người.
Mặc dù dễ mất bình tĩnh và hơi ích kỷ, Kaoru lại có lòng vị tha đến đáng kinh ngạc. Cô chấp nhận cả một thằng nhóc hành nghề móc túi mới 10 tuổi, một tên đánh thuê 19 tuổi, một tên lang thang đã từng giết người để sống mà không mảy may suy nghĩ về quá khứ của họ. Dù không bằng lòng nhưng cô cũng làm nên 'kenshin gumi' để giúp đỡ mọi người. Tuy cô bị coi là quá thật thà khi tin người như vậy, nhưng cô có đủ sự chín chắn để xử lý những tình huống quan trọng. Niềm tin của Kaoru được giữ gìn chắc chắn và đầy tự hào, thậm chí là khá ương ngạnh, đặc biệt là niềm tin của cô vào thanh kiếm.
Kamiya Kaoru luôn trung thành với lý tưởng của cha cô, đó là "Katsujin-ken" hay "Thanh kiếm mang lại sự sống," dạy rằng kiếm thuật không phải dùng để giết người mà để bảo vệ họ. Niềm tin này là một cú vả mạnh đối với nhiều kiếm sỹ, những người chủ trương một thanh kiếm là để "xưng hùng và chết", và không gì khác nữa. Himura Kenshin, tuy nhiên, cảm thấy niềm tin của cô thực tế sẽ trở thành hiện thực: "Nếu có một điều ước, tôi ước niềm tin của cô ấy sẽ trở thành chân lý của thế giới này."

Ảnh cưới của Kamiya Kaoru và Himura Kenshin

Trong nguyên bản, một bản mang tính thí điểm của Rurouni: Meiji Swordsman Romantic Story, xuất bản lần đầu năm 1992, Kaoru là chị em với Takani Megumi và Myojin Yahiko. Từ sự sáng tạo ban đầu này của Nobuhiro Watsuki, rất nhiều chi tiết của câu chuyện đã thay đổi trong quá trình chuyển sang dạng phát hành dài kỳ, chủ yếu là theo hướng manga.

## Tóm tắt vai trò của nhân vật trong truyện
Seri bắt đầu với sự đối đầu giữa cô và Himura Kenshin, và sau cuộc ẩu đả ban đầu, cô để anh ở lại võ đường như một vị khách. Cô đã cảm mến anh ngay từ ánh mắt đầu tiên, và tình cảm của cô ngày càng sâu sắc kể cả khi đã biết được quá khứ tội lỗi của anh. Điều lo sợ lớn nhất của Kaoru là một ngày nào đó Kenshin sẽ lại lên đường phiêu bạt một lần nữa, lại để cô một mình như trước. Cô luôn nổi cáu bất cứ khi nào một cô gái khác thích Kenshin, đặc biệt là Takani Megumi. Kaoru  có thể nói là sức mạnh lớn nhất và cũng là điểm yếu chết người của Kenshin. Những cảm xúc rõ ràng của cô đối với Kenshin thậm chí còn được chú ý bởi cả kẻ thù của anh (nhiều kẻ trong số họ đã gọi Kaoru là "người đàn bà của Kenshin"), và thường sử dụng Kaoru như là gót chân Asin của anh. Kenshin hết sức ngăn cản việc Kaoru tham gia vào những công việc mạo hiểm của anh, anh luôn bảo vệ cô với bất cứ giá nào, kể cả khi anh mạo hiểm quay trở lại với cái nhân cách hitokiri đáng sợ của mình. Thực tế, Kenshin rất quan tâm đến Kaoru, và thể hiện điều đó khi anh để lại một lời giã biệt đầy cảm xúc đến Kaoru trước khi đến Kyoto trong đoạn đầu của phần Kyoto. Sau khi từ biệt cô và ra đi (nghĩ rằng 2 người sẽ không bao giờ được gặp lại nữa), Kaoru như rơi xuống đáy sâu của sự tuyệt vọng, nhưng cô đã nhanh chóng lấy lại được sức mạnh để đi đến Kyoto để gặp lại Kenshin sau khi Megumi với tất cả sự giận dữ của mình đã cho cô một lời động viên đúng lúc.
Trong nguyên bản manga, tình cảm Kaoru và Kenshin được thể hiện rõ nhất trong phần Jinchuu Arc, khi Yukishiro Enishi, đứa em trai luôn chìm trong nỗi ám ảnh phải trả thù cho chị mình là  Yukishiro Tomoe, và quyết định báo thù bằng Jinchuu(Nhân tru - sự trừng phạt của con người) đối với Kenshin. Mục đích của Enishi không phải là giết Kenshin, mà là giết người quan trọng nhất đối với anh: Kaoru. Vì Enishi không thể giết bất kỳ ai trong tầm tuổi của Tomoe khi cô qua đời, hắn đã sai thuộc hạ của mình là Gein làm bản sao của Kaoru bị sát hại một cách hoàn hảo, đánh lừa tất cả mọi người, bao gồm cả Kenshin. Khi nhìn thấy cảnh "cái chết của Kaoru" hiển hiện trước mắt, Kenshin gần như mê đi và bước đến Fallen Village, tin rằng mình đã thất bại ngay cả trong việc bảo vệ người thân yêu nhất. Kenshin thoát ra khỏi sự tuyệt vọng khi phát hiện ra rằng Kaoru vẫn chưa chết, và cuối cùng đến hòn đảo nơi Enishi giam cầm cô và cứu thoát cho người mình yêu. Sau phần Jinchuu, Kaoru cuối cùng giành được cả tình yêu và lòng tin của Kenshin. Cuối cùng, họ thành hôn và có một đứa con tên là Himura Kenji.
Trong Rurouni Kenshin: Seisohen/Samurai X: Reflection, Kenshin và Kaoru kết hôn, nhưng anh quyết định lại phiêu bạt một lần nữa, và trở về vài năm một lần vì anh vẫn cảm thấy phải giúp đỡ nhiều người khác, vì vậy Kaoru để anh ra đi, hứa rằng sẽ luôn chào đón anh cùng với đứa trẻ và một nụ cười trên môi. Các fan có rất nhiều ý kiến khác nhau về việc này, cho rằng Seisouhen đã bỏ qua nhiều tình tiết quan trọng trong câu chuyện. Điều này không có trong manga (nhưng nó xuất hiện trong bản OVA (Samurai X) nhưng không được công nhận như một chuẩn mực). Trong nguyên gốc manga, Rurouni Kenshin kết thúc với một kết cục hạnh phúc, với những nhân vật chính tụ họp trong một buổi picnic. Kenshin và Kaoru vẫn còn sống, khoẻ mạnh và yêu nhau say đắm, nuôi dạy Kenji suốt những năm thơ ấu. Kenshin xuất hiện với gương mặt hạnh phúc và không có bất kỳ dấu hiệu nào là anh lại muốn ra đi một lần nữa. Tất cả mọi người trong Kenshin Gumi, thêm cả Aoshi và Misao, đều có mặt, trừ Sanosuke - anh đã gửi một bức thư nói rằng mình hiện đang ở Mông Cổ, nhưng sẽ sớm trở lại và Saito - đang làm một nhiệm vụ gì đó ở Hokkaido.

## Môn phái Kamiya Kasshin-Ryu
Môn phái Kamiya Kasshin-Ryu dịch sát nghĩa từ tiếng Nhật có nghĩa là "Tái sinh tâm hồn", cũng còn gọi là 'Thanh kiếm để bảo vệ.' Vũ khí chính mà người tập sử dụng là thanh bokken bằng gỗ, mặc dù Yahiko và Yutaro sử dụng thanh shinai bằng tre. Bokken thường được coi là một vũ khí tân tiến trong tập luyện kendo và có thể sát thương khá nặng, vì lý do đó bokken chỉ dành riêng cho những sư phụ của phái Kasshin Ryu hoặc cho những ai đã có những tiến bộ nhất định trong quá trình luyện tập.
Có 4 chiêu của phái Kamiya Kasshin-Ryu style xuất hiện trong manga-2 trong số đó là những kỹ thuật bí truyền, hay còn gọi là "ougi"- chỉ được truyền cho những ai đã tinh thông được kiếm thuật của môn phái, một bí mật tuyệt hảo, 'bất ngờ tước vũ khí của đối phương'. Kaoru truyền cho Yahiko tuyệt kỹ này trong phần đầu của phần Jinchuu. Kỹ thuật tước vũ khí được dùng để chống lại Honjou Kamatari trong chương 124. Myoujin Yahiko sử dụng kỹ thuật này với Mutou Kaname trong Rurouni Kenshin: Yahiko no Sakabatou.
Hadome: Đây là kỹ thuật phòng thủ bí truyền của phái Kamiya Kasshin-Ryu Style. Nếu người sử dụng kỹ thuật này bị tấn công, họ sử dụng Hadome bằng cách bắt chéo tay ở trên đầu (cũng có thể ở những vị trí khác nữa, nhưng đây là dạng thường thấy nhất và là thế duy nhất xuất hiện trong bộ manga) sau đó bắt lấy thanh kiếm bằng tay họ. Điều này giúp người sử dụng vẫn nắm chặt thanh kiếm trong khi vẫn bắt được kiếm của đối phương. Kaoru hiếm khi sử dụng kỹ thuật này, vì nó yêu cầu sự chính xác tuyệt đối nếu không sử dụng sẽ trúng một đòn trí tử. Tuy nhiên, nếu được sử dụng đúng cách, nó có thể khoá chặt đối thủ để chuyển sang tuyệt kỹ tấn công của phái Kamiya Kasshin-Ryu và đảm bảo một chiến thắng chóng vánh.
Hawatari: Thế tấn công bí truyền của phái Kamiya Kasshin-Ryu. Nó là một thế phản công và chỉ có thể xuất chiêu sau khi đã sử dụng thành công chiêu Hadome. Từ thế Hadome, người phòng thủ sẽ xoay cổ tay của mình, theo cách đó sẽ tước vũ khí của người tấn công và có thể vật họ xuống sàn. Vì người phòng thủ vẫn nắm chắc được vũ khí nên họ có thể nhanh chóng tung ta được đòn tấn công của mình và dứt điểm đối thủ không có vũ khí với một nhát chém cuối cùng. Chỉ có Yahiko và Kaoru là thấy sử dụng thế tấn công này.
Hadachi: Phá kiếm Đây là kỹ thuật tối thượng của phái Kamiya Kasshin-Ryu Style. Đây là một kỹ thuật phản công, sử dụng sau khi đối thủ xuất chiêu. Thanh kiếm của đối thủ được bắt bằng tay trần, nhìn bên ngoài là ở giữa các ngón tay và lòng bàn tay phải, với lưỡi kiếm hướng xuống. Nó chạm vào lòng bàn tay của người sử dụng, nhưng không đủ để làm bị thương và dừng trận đấu. Yahiko, chú không phải Kaoru, là người đã sử dụng kỹ thuật nàu ở trong phần Yahiko no Sakabatou.
Tsuka no Gedan, Hiza Hishigi: Tấn công bằng tay cầm kiếm, triệt gối Chiêu này chỉ được sử dụng một khi bokken hay shinai của người luyện tập đã bị gãy. Nó chỉ được thấy một lần trong manga, chống lại Kamatari. Người tấn công lao nhanh vào đầu gối của địch thủ, cho tay cầm của kiếm ôm chặt đầu gối của đối thủ. Áp lực từ cả hai phía cùng với tay sẽ làm vỡ tay cầm đồng thời đập vỡ xương của đối thủ.

## Tin tức liên quan
- Trong tiếng Nhật, Kaoru nghĩa là "hương thơm hay mùi hương," và Kamiya nghĩa là "thung lũng thần thánh." Họ của cô, "Kamiya", bắt nguồn từ quận Kamiya nay là Nagaoka.
- Người lồng tiếng cho Kaoru trong bản CD, Tomo Sakurai, là người thể hiện giọng nói của Misao trong anime.